# Dione Alex Veroneze
Dione Alex Veroneze, popular Bateria (Palmitos, 16 de dezembro de 1990) é um jogador de futsal brasileiro. Atualmente, joga pelo Viña Albali Valdepeñas e pela Seleção Brasileira de Futsal na posição de ala.

## Biografia
Estreou na equipe adulta do Jec/Krona em 2008, e depois de ótimas temporadas os olheiros do Inter Movistar o contrataram para o clube espanhol sendo um dos jogadores mais destacados do Campeonato Espanhol.
Em 2013 chegou a primeira convocação com a Seleção Brasileira adulta, para a disputa do Grand Prix 2013 e também o primeiro título com a amarelinha ganhando na final da Rússia.
Na Espanha rapidamente se adaptou ao Campeonato Espanhol ganhando a Supercopa da Espanha em 2011, a Copa da Espanha e a Liga Espanhola em 2014. 
Sendo o grande destaque do Inter Movistar e um dos melhores jogadores da Liga Espanhola, Bateria se transferiu para o FC Barcelona, ganhando três Copas Catalunha e ficou com o vice-campeonato da Uefa Futsal Cup.
Após três anos no clube catalão, em 2018 o ala catarinense acertou seu retorno ao Brasil para defender as cores do Marreco Futsal.
Na mesma temporada, Bateria aceitou a proposta do Jimbee Cartagena para retornar ao futsal Espanhol onde atuou por duas temporadas.
Em 2020 o craque embarcou em uma nova aventura para fechar com a equipe Francesa do Kingersheim onde este durante um ano.
Atualmente, Bateria defende umas as melhores equipes do futsal Espanhol, o Viña Albali Valdepeñas.

## Títulos
Clubes
- Bicampeão Catarinense 2009 e 2010 (Krona Joinville)
- Campeão Liga Nacional da Espanha (Inter Movistar)
- Campeão Copa da Espanha (Inter Movistar)
- Campeão Supercopa da Espanha (Inter Movistar)
- Tricampeão Copa Catalunha (FC Barcelona)

Seleção Brasileira
- Campeão Sulamericano sub 20
- Campeão Grand Prix
- Campeão Eliminatórias da Copa do Mundo